# Francoske revolucionarne vojne
Francoske revolucionarne vojne so konflikti med letoma 1792 in 1802, ki so se začeli s francosko revolucijo, v kateri se je Francija borila proti Veliki Britaniji, Habsburški monarhiji, Avstriji, Pruski kraljevini, Ruskemu cesarstvu in več drugim državam, ki so se imenovale monarhije. Obstajata (večinoma) dva konflikta: Vojna prve koalicije (1792–1797) in Vojna druge koalicije (1798–1802). Boji so se sprva odvijali predvsem v Evropi, nato pa so se razširili po vsem svetu. Po desetih letih bojev je Francija zavzela veliko ozemlja z območja, ki je danes Italija, Belgija, Luksemburg, Nizozemska in Nemčija, ter se odpovedala Louisiani, ki je danes v Združenih državah in Kanadi. Ker je Francija zmagala v vojnah, je razširila revolucionarne ideje po večjem delu Evrope.
V prvi koalicijski vojni je Napoleon sodeloval kot general in z uspešnim bojevanjem opozoril nase, v drugi je po letu 1799 prevzel poveljstvo, v preostalih je bil cesar Francoskega imperija. Prva in tudi druga sta še del francoskih revolucionarnih vojn, ostale so napoleonske vojne, vse skupaj se tretirajo kot francosko revolucionarne - napoleonske vojne.
Francoska revolucija je odstavila francoskega kralja kralja Ludvika XVI. z oblasti. Že leta 1791 so druge evropske monarhije sovražile francosko revolucijo in se spraševale, ali naj posredujejo, da bi preprečile širjenje revolucije, ali pa naj izkoristijo nerede v Franciji. Avstrija je namestila veliko vojakov ob svojo francosko mejo in skupaj s Prusijo v Pillnitski deklaraciji zagrozila Franciji, če bo škodovala kralju Ludviku in njegovi ženi, kraljici Mariji Antoaneti. Potem ko Avstrija ni hotela umakniti svojih čet s francoske meje ali prenehati ogrožati Francije, je spomladi 1792 Francija napovedala vojno Avstriji in Prusiji. Obe državi sta nato napadli Francijo, vendar je Francija septembra zmagala v bitki pri Valmyju. Zmaga je dala Nacionalni konvenciji, novi francoski vladi, samozavest, da se znebi monarhije. Francija je dobila še več bitk, a je bila ustavljena po porazu pri Neerwindenu, danes v Belgiji, spomladi 1793. Francija je do konca leta izgubila še več bitk, težki časi pa so omogočili jakobincem, da so prišli na oblast in začeli vladavino terorja, v kateri so umrli ljudje, ki so nasprotovali revoluciji.
Leta 1794 so bile razmere za Francijo zelo dobre, saj je zmagala v velikih bitkah proti Avstrijcem in Špancem. To je začelo novo obdobje v vojnah. Do leta 1795 so Francozi od Avstrije odvzeli ozemlje na večjem delu današnje Belgije in od Nizozemcev na večjem delu današnje Nizozemske. Francija je tudi prisilila Španijo in Prusijo, da sta podpisali mirovne pogodbe za konec vojne. General Napoleon Bonaparte, ki je bil do takrat večinoma neznan, je aprila 1796 začel svojo prvo kampanjo v Italiji. V manj kot enem letu je povedel francoske vojske, ki so uničile sile Habsburžanov, jih pregnale iz Italije, dobile skoraj vse bitke in zajele 150.000 ujetnikov. Ko se je Francija začela približevati Dunaju, glavnemu mestu Avstrije, so se Avstrijci predali in končali vojno prve koalicije proti Franciji.
Vojna druge koalicije se je začela leta 1798, potem ko je Napoleon napadel Egipt. Druge države so izkoristile Napoleonovo oddaljenost, da so si povrnile izgubljena ozemlja, ki jih je zavzela Francija. Vojna se je zanje v Evropi začela dobro, saj so Francijo izgnali iz Italije, napadli Švico in na poti zmagali v številnih bitkah. Vendar so hitro začeli izgubljati, potem ko je Francija septembra 1799 zmagala v bitki pri Zürichu, zaradi česar je Rusija prenehala z bojevanjem. Medtem je Napoleon uničil številne egiptovske in Osmanske vojske. Napoleonove zmage v Egiptu so ga naredile bolj priljubljenega v Franciji in jeseni 1799 se je uspešno vrnil domov, čeprav mu v Egiptu ni uspelo doseči cilja. Tudi Kraljeva Britanska mornarica je leta 1798 zmagala v bitki pri Nilu, kar je Britaniji dalo močnejši nadzor nad Sredozemljem in oslabilo francosko mornarico.
Napoleon je po prihodu v Francijo v državnem udaru strmoglavil francoski direktorij. Postal je diktator z nazivom prvi konzul. Napoleon je nato reorganiziral francosko vojsko in spomladi 1800 napadel Avstrijce v Italiji. Francija je junija 1800 zmagala v bitki pri Marengu, zaradi česar je Avstrija ponovno zapustila Italijo.
Francija je ponovno zmagala pri Hohenlindenu na Bavarskem in po podpisu Lunévillske pogodbe leta 1801 drugič prisilila Avstrijo k predaji. Britanija je ostala sama, potem ko sta Avstrija in Rusija prenehali z bojem in leta 1802 s Francijo sklenili Amiensovo pogodbo, s katero so se končale revolucionarne vojne. Vendar sta se državi še vedno sovražili in Napoleonske vojne so se začele več kot leto dni pozneje, potem ko je bila ustanovljena Tretja koalicija.
Francosko revolucionarne - napoleonske vojne (prvi dve sta del francoskih revolucionarnih vojn in naslednjih pet so del napoleonskih vojn). Vsem je skupno, da je v njih imel odločilno vlogo Napoleon, v prvi si je ustvaril ime, v drugi koalicijski vojni pa je od leta 1799 prevzel tudi vodstvo države.
- Vojna prve koalicije (april 1792 – oktober 1797)
- Vojna druge koalicije (november 1798 – marec 1802)
- Vojna tretje koalicije (april 1805 – julij 1806)
- Vojna četrte koalicije (oktober 1806 – julij 1807)
- Vojna pete koalicije (april – oktober 1809)
- Vojna šeste koalicije (marec 1813 – maj 1814)
- Vojna sedme koalicije, znana tudi kot stodnevna vojna (marec – julij 1815)